# Jean-Pierre de Caussade
Jean-Pierre de Caussade (Cahors, Francuska, 7. ožujka 1675. − Toulouse, 8. prosinca 1751.), francuski je isusovac, profesor teologije, propovjednik, ispovjednik i rektor bogoslovije. Za života je duhovno utjecao na uski krug redovnica i redovnika kojima je bio ispovjednik i propovjednik. Posebno se posvetio duhovnomu vodstvu jedne redovničke zajednice kojoj je usmeno i preko pisama davao duhovne savjete, odnosno duhovno vodstvo.
Postao je iznimno poznat tek stotinjak godina poslije smrti, kada su otkrivena njegova pisma i duhovni spisi. Među njima je najznačajnije i najutjecajnije djelo knjiga Predanje Božjoj providnosti (L'Abandon à la providence divine) objavljena prvi put 1861. godine, postavši odmah svjetski duhovni bestseler, potom i svevremenski duhovni klasik koji i milijunima suvremenih čitatelja pomaže živjeti radosnijim i mirnijim životom.

## Djela
- Instructions spirituelles en forme de dialogue, Perpignan, 1741.
- Bossuet, maître d'oraison (ur. Henri Bremond), Pariz, 1931.
- L'Abandon à la providence divine, Pariz, Desclée de Brouwer
- Traité sur l'oraison du cœur, Pariz, 1981.